# Клецко, Афанасий Васильевич
Афанасий Васильевич Клецко (18 [31] января 1911, Кулешовка, Климовичский уезд, Могилёвская губерния, Российская империя — 8 июля 2001, Могилёв) — сапёр 222-го стрелкового полка 49-й стрелковой дивизии 33-й армии 1-го Белорусского фронта, красноармеец.

## Биография
Родился 12 января 1911 года в деревне Кулешовка Климовичского района Могилёвской области Белоруссии в крестьянской семье. Белорус. Окончил 4 класса. Был кузнецом в колхозе.
В Красной Армии в 1933—1935 годах и с 1941 года. С 1943 года активный участник Великой Отечественной войны. Участвовал в освобождении Белоруссии, Литвы, Польши. Войну закончил в поверженной вражеской Германии.
Сапёр 222-го стрелкового полка красноармеец Афанасий Клецко в составе группы бойцов 10 августа 1944 года в семи километрах северо-западнее литовского города Вилкавишкис взорвал мост через реку Шервинты, преградив путь пятнадцати танкам противника, сорвав вражескую танковую атаку.
Приказом по 49-й гвардейской стрелковой дивизии № 055 от 28 сентября 1944 года за мужество и отвагу проявленные в боях красноармеец Клецко Афанасий Васильевич награждён орденом Славы 3-й степени.
Сапёр 222-го стрелкового полка красноармеец Афанасий Клецко с группой разграждения 14-16 января 1945 года в районе польского населённого пункта Рудки, расположенного юго-восточнее города Радом, проделав четыре прохода в минных полях противника, обезвредил семьдесят две противопехотных и 7 противотанковых мин, взял в плен трёх противников.
Приказом по 33-й армии № 074 от 29 марта 1945 года за мужество и отвагу проявленные в боях красноармеец Клецко Афанасий Васильевич награждён орденом Славы 2-й степени.
14 апреля 1945 года в трёх километрах юго-восточнее германского города Франкфурт-на-Одере красноармеец Афанасий Клецко, обеспечивая действия разведывательной группы, проделал проходы в минном поле и проволочном заграждении. Был ранен, но поля боя не покинул.
Указом Президиума Верховного Совета СССР от 15 мая 1946 года за образцовое выполнение заданий командования в боях с немецко-вражескими захватчиками красноармеец Клецко Афанасий Васильевич награждён орденом Славы 1-й степени, став полным кавалером ордена Славы.
В 1945 году старшина Клецко А. В. демобилизован. Вернулся в родную деревню. Работал в колхозе. Жил в городе Могилёве. Скончался 8 июля 2001 года.

## Награды
Награждён орденами Отечественной войны I степени, Славы I, II, III степени, орденом «За службу Родине» III степени, медалями.
15 апреля 1999 года Указом Президента Республики Беларусь был награждён Орденом «За службу Родине» III степени.